# Asota brunnescens
Asota brunnescens là một loài bướm đêm thuộc họ Erebidae. Nó được tìm thấy ở Indonesia.